# 阿爾瓦克和阿爾斯維
阿爾瓦克（Arvak）和阿爾斯維（ / ）。在北歐神話中，牠們是天馬，負責拉太陽女神蘇爾（Sol）的馬車。阿爾瓦克的名字其意為「早起者」（early-riser）；阿爾斯維的名字有「快速」（ / ）之意。
牠們的拉著太陽的馬車，車上有來自穆斯貝爾海姆（Muspelheim）的火球，火球本身提供非常高的熱力，由於實在太熱了，所以在車前加裝了巨盾斯瓦林（Svalin），以免燒壞車子。太陽本身只有熱並沒有光，而耀眼的光亮其實是來自阿爾瓦克和阿爾斯維的鬃毛之間。在「諸神的黃昏」（Ragnarok）來臨時，一隻名為斯庫爾（Skoll）的狼將完成牠對太陽持續的追逐，最終把太陽連同兩匹馬都吃下去。